# Символ Леві-Чивіти
Символ Ле́ві-Чивіти — математичний символ, що використовується в тензорному аналізі. Названий на честь італійського математика Тулліо Леві-Чивіти. Позначається {\displaystyle \varepsilon _{ijk}}. Тут наведено символ для тривимірного простору, для інших розмірностей змінюється кількість індексів (див.нижче).
Інші назви:
- Абсолютно антисиметричний одиничний тензор
- Повністю антисиметричний одиничний тензор
- Абсолютно кососиметричний об'єкт
- Тензор Леві-Чивіти (символ Леві-Чивіти є компонентним записом цього тензору).
- Кососиметричний символ Кронекера (даний термін використовувався в підручнику з тензорного числення Аківіса і Гольдберга)

## Означення

Зображення символу Леві-Чивіти.

У тривимірному просторі, у правому ортонормованому базисі (або взагалі у правому базисі з одиничним визначником метрики) символ Леві-Чивіти означається наступним чином:
{\displaystyle \varepsilon _{ijk}={\begin{cases}+1&P(i,j,k)=+1\\-1&P(i,j,k)=-1\\0&i=j\bigvee j=k\bigvee k=i\end{cases}}}
тобто для парної перестановки P(i, j, k) дорівнює 1 (для трійок (1,2,3), (2,3,1), (3,1,2)), для непарної перестановки P(i, j, k) дорівнює −1 (для трійок (3,2,1), (1,3,2), (2,1,3)), а в інших випадках дорівнює нулю, при повторенні. Для компонент {\displaystyle \ \varepsilon _{ijk}} у лівому базисі беруться протилежні числа.

## Одиничний антисиметричний тензор в довільній системі координат
Перейдемо від спеціальної системи координат {\displaystyle {\hat {u}}^{1},{\hat {u}}^{2},\dots {\hat {u}}^{n}}, розглянутої в попередньому пункті, до довільної {\displaystyle u^{1},u^{2},\dots u^{n}}. Метричний тензор запишеться:
{\displaystyle (8)\qquad g_{ij}={\partial {\hat {u}}^{k} \over \partial u^{i}}{\partial {\hat {u}}^{l} \over \partial u^{j}}{\hat {g}}_{kl}={\partial {\hat {u}}^{k} \over \partial u^{i}}{\partial {\hat {u}}^{l} \over \partial u^{j}}\delta _{kl}=\sum _{k=1}^{n}{\partial {\hat {u}}^{k} \over \partial u^{i}}{\partial {\hat {u}}^{k} \over \partial u^{j}}=(A^{T}A)_{ij}}
де бувою {\displaystyle A} позначено матрицю переходу із довільної системи координат до спеціальної:
{\displaystyle (9)\qquad (A)_{ij}={\partial {\hat {u}}^{i} \over \partial u^{j}}}
Як видно з формули (7), визначник метричного тензора дорівнює квадрату визначника матриці {\displaystyle A}:
{\displaystyle (10)\qquad g=\det g_{ij}=\det(A^{T}A)=\left(\det A\right)^{2}}
Будемо розглядати тільки такі заміни системи координат, які не змінюють орієнтацію, тобто визначник матриці {\displaystyle A} додатній:
{\displaystyle (11)\qquad \det A>0,\qquad \det A={\sqrt {g}}}
Тепер розглянемо, як зміняться компоненти одиничного антисиметричного тензора при переході в довільну систему координат:
{\displaystyle (12)\qquad \varepsilon _{12\dots n}={\partial {\hat {u}}^{i_{1}} \over \partial u^{1}}{\partial {\hat {u}}^{i_{1}} \over \partial u^{1}}\cdots {\partial {\hat {u}}^{i_{1}} \over \partial u^{1}}{\hat {\varepsilon }}_{i_{1}i_{2}\dots i_{n}}=\det A={\sqrt {g}}}
Коваріантні координати виражаються через символ Леві-Чівіта так:
{\displaystyle (13)\qquad \varepsilon _{i_{1}i_{2}\dots i_{n}}={\sqrt {g}}{\hat {\varepsilon }}_{i_{1}i_{2}\dots i_{n}}}
а контраваріантні координати (оскільки перетворення контраваріантних координат здійснюється через обернену до {\displaystyle A} матрицю) так:
{\displaystyle (14)\qquad \varepsilon ^{i_{1}i_{2}\dots i_{n}}={1 \over {\sqrt {g}}}{\hat {\varepsilon }}_{i_{1}i_{2}\dots i_{n}}}

## Орієнтація многовида та дзеркальні відображення
Для даної точки многовида можна багатьма способами вибрати спеціальну систему координат таку, що
{\displaystyle {\hat {g}}_{ij}=\delta _{ij}}. Наприклад, маючи одну з них, можна здійснювати над нею такі ортогональні
перетворення як повороти і дзеркальні відображення (зміну напрямку однієї з кординатних осей). Якщо ми маємо дві такі дзеркальні системи координат, то матриця переходу між ними буде від'ємною. Фомули (13) і (14) будуть справедливі тільки
для однієї із цих систем координат (назвемо таку систему координат правою). Для іншої, лівої системи координат, обидві
ці формули будуть зі знаком «мінус». Отже існує дилема, яку із двох систем координат взяти за праву, а отже з яким
знаком задавати одиничний антисиметричний тензор. Можна наприклад здійснити дзеркальне відображення, а потім
в новій системі координат (яка раніше була лівою), взначити одиничний метричний тензор формулами (13) і (14).
Тобто тепер формально одиничний метричний тензор не змінився. Внаслідок цієї дилеми, всі тензори та скаляри, які можна утворити
згорткою з одиничним антисиметричним тензором, дивно поводяться при дзеркальних відображеннях.
В фізиці існує термін аксіального вектора, який утворюється в 3-вимірному просторі при векторному добутку звичайних
векторів {\displaystyle {\boldsymbol {\omega }}=\mathbf {a} \times \mathbf {b} }, що можна записати
{\displaystyle \omega _{i}=\varepsilon _{ijk}a^{j}b^{k}}. Розглянемо дзеркальне відображення відносно площини
{\displaystyle (\mathbf {a} ,\mathbf {b} )}. Вектори {\displaystyle \mathbf {a} } і {\displaystyle \mathbf {b} } при цьому не зміняться,
одиничний метричний тензор теж формально (покомпонентно) не зміниться. А отже не зміниться і вектор {\displaystyle {\boldsymbol {\omega }}}, який ортогональний до площини дзеркала.

## Тензорний добуток одиничного антисиметричного тензора на себе
Візьмемо два набори із {\displaystyle n} індексів {\displaystyle i_{1},i_{2},\dots i_{n}} та {\displaystyle j_{1},j_{2},\dots j_{n}} і розглянемо функцію від компонентів метричного тензора, яка дорівнює наступному визначнику:
{\displaystyle (15)\qquad f_{i_{1}i_{2}\dots i_{n}j_{1}j_{2}\dots j_{n}}={\begin{vmatrix}g_{i_{1}j_{1}}&g_{i_{1}j_{2}}&\cdots &g_{i_{1}j_{n}}\\g_{i_{2}j_{1}}&g_{i_{2}j_{2}}&\cdots &g_{i_{2}j_{n}}\\\cdots &\cdots &\cdots &\cdots \\g_{i_{n}j_{1}}&g_{i_{n}j_{2}}&\cdots &g_{i_{n}j_{n}}\end{vmatrix}}}
Величина {\displaystyle f_{i_{1}i_{2}\dots i_{n}j_{1}j_{2}\dots j_{n}}} є тензором, оскільки утворюється з метричного тензора операціями тензорного добутку і додаванням/відніманням тензорів. Далі, із властивості визначника по перестановці рядків і стовпців, робимо висновок, що тензор {\displaystyle f} антисиметричний по набору індексів {\displaystyle i_{1},i_{2},\dots i_{n}} (перестановка рядків) і окремо по набору індексів {\displaystyle j_{1},j_{2},\dots j_{n}} (перестановка стовпців). Таким чином, тензор {\displaystyle f_{i_{1}i_{2}\dots i_{n}j_{1}j_{2}\dots j_{n}}} ми можемо записати через добуток двох символів Леві-Чівіта:
{\displaystyle (16)\qquad f_{i_{1}i_{2}\dots i_{n}j_{1}j_{2}\dots j_{n}}=K{\hat {\varepsilon }}_{i_{1}i_{2}\dots i_{n}}{\hat {\varepsilon }}_{j_{1}j_{2}\dots j_{n}}}
Константу {\displaystyle K} знаходимо, підставивши числа {\displaystyle 1,2\dots n} замість індексів {\displaystyle i_{1},i_{2},\dots i_{n}}; {\displaystyle j_{1},j_{2},\dots j_{n}}:
{\displaystyle (17)\qquad f_{12\dots n12\dots n}={\begin{vmatrix}g_{11}&g_{12}&\cdots &g_{1n}\\g_{21}&g_{22}&\cdots &g_{2n}\\\cdots &\cdots &\cdots &\cdots \\g_{n1}&g_{n2}&\cdots &g_{nn}\end{vmatrix}}=\det(g_{ij})=g}
Враховуючи (13), із формул (15-17) знаходимо, що тензорний добуток одиничного антисиметричного тензора на себе дорівнює визначнику:
{\displaystyle (18)\qquad \varepsilon _{i_{1}i_{2}\dots i_{n}}\varepsilon _{j_{1}j_{2}\dots j_{n}}={\begin{vmatrix}g_{i_{1}j_{1}}&g_{i_{1}j_{2}}&\cdots &g_{i_{1}j_{n}}\\g_{i_{2}j_{1}}&g_{i_{2}j_{2}}&\cdots &g_{i_{2}j_{n}}\\\cdots &\cdots &\cdots &\cdots \\g_{i_{n}j_{1}}&g_{i_{n}j_{2}}&\cdots &g_{i_{n}j_{n}}\end{vmatrix}}}

## Коваріантна похідна одиничного антисиметричного тензора
Згідно з означенням коваріантної похідної (дивіться статтю Диференціальна геометрія) маємо:
{\displaystyle (19)\qquad \nabla _{k}\varepsilon _{i_{1}i_{2}\dots i_{n}}=\partial _{k}\varepsilon _{i_{1}i_{2}\dots i_{n}}-\Gamma _{ki_{1}}^{s}\varepsilon _{si_{2}\dots i_{n}}-\Gamma _{ki_{2}}^{s}\varepsilon _{i_{1}s\dots i_{n}}-\dots -\Gamma _{ki_{n}}^{s}\varepsilon _{i_{1}i_{2}\dots s}}
Підставимо сюди вирази компонент тензора за формулою (13). Частинна похідна дорівнює:
{\displaystyle (20)\qquad \partial _{k}\varepsilon _{i_{1}i_{2}\dots i_{n}}=(\partial _{k}{\sqrt {g}}){\hat {\varepsilon }}_{i_{1}i_{2}\dots i_{n}}}
Розглянемо формулу (19) у двох випадках.
Перший випадок, коли серед індексів {\displaystyle i_{1},i_{2},\dots i_{n}} є хоча б два однакових, наприклад {\displaystyle i_{1}=i_{2}=i}. Тоді частинна похідна за формулою (20) дорівнює нулю, а із відємників формули (19) тільки два перших можуть бути ненульові, тому маємо:
{\displaystyle (21)\qquad \nabla _{k}\varepsilon _{ii\dots i_{n}}=-\Gamma _{ki}^{s}\varepsilon _{si\dots i_{n}}-\Gamma _{ki}^{s}\varepsilon _{is\dots i_{n}}=-\Gamma _{ki}^{s}(\varepsilon _{si\dots i_{n}}+\varepsilon _{is\dots i_{n}})=0}
оскільки тензор {\displaystyle \varepsilon _{i_{1}i_{2}\dots i_{n}}} антисиметричний по перших двох індексах.
Тепер розглянемо другий випадок, коли всі індекси {\displaystyle i_{1},i_{2},\dots i_{n}} різні.
У кожному від'ємнику формули (19) відбувається додавання за індексом {\displaystyle s}, але в цьому додаванні відмінним від нуля є лише один, в якому індекс {\displaystyle s} дорівнює недостаючому індексу з набору {\displaystyle i_{1},i_{2},\dots i_{n}} при тензорі {\displaystyle \varepsilon }:
{\displaystyle (21)\qquad \nabla _{k}\varepsilon _{i_{1}i_{2}\dots i_{n}}=\partial _{k}\varepsilon _{i_{1}i_{2}\dots i_{n}}-\Gamma _{ki_{1}}^{i_{1}}\varepsilon _{i_{1}i_{2}\dots i_{n}}-\Gamma _{ki_{2}}^{i_{2}}\varepsilon _{i_{1}i_{2}\dots i_{n}}-\dots -\Gamma _{ki_{n}}^{i_{n}}\varepsilon _{i_{1}i_{2}\dots i_{n}}=}
{\displaystyle \qquad =\left(\partial _{k}{\sqrt {g}}-\Gamma _{ki}^{i}{\sqrt {g}}\right){\hat {\varepsilon }}_{i_{1}i_{2}\dots i_{n}}}
Вираз в дужках останнього виразу дорівнює нулю (дивіться згортку символів Крістофеля в статті Прості обчислення диференціальної геометрії).
Отже в усіх випадках коваріантна похідна одиничного антисиметричного тензора дорівнює нулю:
{\displaystyle (22)\qquad \nabla _{k}\varepsilon _{i_{1}i_{2}\dots i_{n}}=0}

## Тензори метричної матрьошки
У формулі (18) фігурує досить цікава конструкція з метричного тензора у вигляді визначника матриці {\displaystyle n}-го порядку. Для дослідження властивостей цієї конструкції доцільно розглянути таку нескінченну серію тензорів зі щораз більшою кількістю індексів:
{\displaystyle (23)\qquad {\begin{matrix}\ g_{ij}={\begin{vmatrix}g_{ij}\end{vmatrix}}\\\ g_{i_{1}i_{2}j_{1}j_{2}}={\begin{vmatrix}g_{i_{1}j_{1}}&g_{i_{1}j_{2}}\\g_{i_{2}j_{1}}&g_{i_{2}j_{2}}\end{vmatrix}}=g_{i_{1}j_{1}}g_{i_{2}j_{2}}-g_{i_{1}j_{2}}g_{i_{2}j_{1}}\\\ g_{i_{1}i_{2}i_{3}j_{1}j_{2}j_{3}}={\begin{vmatrix}g_{i_{1}j_{1}}&g_{i_{1}j_{2}}&g_{i_{1}j_{3}}\\g_{i_{2}j_{1}}&g_{i_{2}j_{2}}&g_{i_{2}j_{3}}\\g_{i_{3}j_{1}}&g_{i_{3}j_{2}}&g_{i_{3}j_{3}}\end{vmatrix}}\\\cdots \end{matrix}}}
Цю серію тензорів і назвемо метричною матрьошкою. Кожен з цих тензорів має дві групи індексів, причому тензор антисиметричний при перестановці індексів в межах одної групи (оскільки визначник змінює знак при перестановці рядків чи стовців матриці), і тензор симетричний стосовно перестановки цих двох груп індексів між собою:
{\displaystyle (24)\qquad g_{i_{1}i_{2}\dots i_{m}j_{1}j_{2}\dots j_{m}}=g_{j_{1}j_{2}\dots j_{m}i_{1}i_{2}\dots i_{m}}}
оскільки визначник матриці не змінюється при транспонуванні.
Очевидно, що тільки перші {\displaystyle n} ({\displaystyle n} — розмірність многовида) з цієї серії тенорів відмінні від нуля. Якщо {\displaystyle m>n}, то
{\displaystyle (25)\qquad g_{i_{1}i_{2}\dots i_{m}j_{1}j_{2}\dots j_{m}}=0,\qquad m>n}
оскільки серед індексів {\displaystyle i_{1},i_{2},\dots i_{m}} обов'язково знайдеться два однакових.
Цікаво, як зміняться формули (23), якщо ми піднімемо індекси однієї з груп. Почнемо з піднімання одного індекса (першого):
{\displaystyle (26)\qquad g_{\,i_{2}\dots i_{m}j_{1}\dots j_{m}}^{i_{1}}=g^{i_{1}s}g_{si_{2}\dots i_{m}j_{1}\dots j_{m}}=\sum _{s}g^{i_{1}s}{\begin{vmatrix}g_{sj_{1}}&g_{sj_{2}}&\cdots &g_{sj_{m}}\\g_{i_{2}j_{1}}&g_{i_{2}j_{2}}&\cdots &g_{i_{2}j_{m}}\\\cdots &\cdots &\cdots &\cdots \\g_{i_{m}j_{1}}&g_{i_{m}j_{2}}&\cdots &g_{i_{m}j_{m}}\end{vmatrix}}=}
{\displaystyle \qquad ={\begin{vmatrix}\delta _{j_{1}}^{i_{1}}&\delta _{j_{2}}^{i_{1}}&\cdots &\delta _{j_{m}}^{i_{1}}\\g_{i_{2}j_{1}}&g_{i_{2}j_{2}}&\cdots &g_{i_{2}j_{m}}\\\cdots &\cdots &\cdots &\cdots \\g_{i_{m}j_{1}}&g_{i_{m}j_{2}}&\cdots &g_{i_{m}j_{m}}\end{vmatrix}}}
Останню рівність ми записали, оскільки внаслідок лінійності визначника по першому рядку ми можемо знак суми внести в перший рядок матриці.
Послідовно підіймаючи решту {\displaystyle m-1} індексів першої групи, приходимо до формули:
{\displaystyle (27)\qquad g_{j_{1}j_{2}\dots j_{m}}^{i_{1}i_{2}\dots i_{m}}={\begin{vmatrix}\delta _{j_{1}}^{i_{1}}&\delta _{j_{2}}^{i_{1}}&\cdots &\delta _{j_{m}}^{i_{1}}\\\delta _{j_{1}}^{i_{2}}&\delta _{j_{2}}^{i_{2}}&\cdots &\delta _{j_{m}}^{i_{2}}\\\cdots &\cdots &\cdots &\cdots \\\delta _{j_{1}}^{i_{m}}&\delta _{j_{2}}^{i_{m}}&\cdots &\delta _{j_{m}}^{i_{m}}\end{vmatrix}}}
У формулі (27) ми записали дві групи індексів одну під одною — це не викликає двозначності, оскільки тензор матрьошки симетричний щодо перестановки груп індексів (формула 24).
Розглянемо операцію згортки тензора (27). Згортка за двома індексами в межах однієї групи дає нуль внаслідок антисиметрії. Розглянемо згортку за двома індексами з різних груп, наприклад згорнемо тензор (27) за першим верхнім і першим нижнім індексами.
{\displaystyle (28)\qquad g_{sj_{2}\dots j_{m}}^{si_{2}\dots i_{m}}=\sum _{s}{\begin{vmatrix}\delta _{s}^{s}&\delta _{j_{2}}^{s}&\cdots &\delta _{j_{m}}^{s}\\\delta _{s}^{i_{2}}&\delta _{j_{2}}^{i_{2}}&\cdots &\delta _{j_{m}}^{i_{2}}\\\cdots &\cdots &\cdots &\cdots \\\delta _{s}^{i_{m}}&\delta _{j_{2}}^{i_{m}}&\cdots &\delta _{j_{m}}^{i_{m}}\end{vmatrix}}=\sum _{s\neq \{i_{2},j_{2},\dots i_{m},j_{m}\}}{\begin{vmatrix}1&0&\cdots &0\\0&\delta _{j_{2}}^{i_{2}}&\cdots &\delta _{j_{m}}^{i_{2}}\\\cdots &\cdots &\cdots &\cdots \\0&\delta _{j_{2}}^{i_{m}}&\cdots &\delta _{j_{m}}^{i_{m}}\end{vmatrix}}=}
{\displaystyle \qquad =(n-m+1)g_{j_{2}\dots j_{m}}^{i_{2}\dots i_{m}}}

## Застосування метричної матрьошки

### Послідовна згортка добутку одиничного антисиметричного тензора на себе
Із формул (18) і (28) одержуємо (зв'язані індекси, за якими іде згортка, позначені тут буквою {\displaystyle s} з підіндексами):
{\displaystyle (29)\qquad \varepsilon _{i_{1}i_{2}\dots i_{n}}\varepsilon _{j_{1}j_{2}\dots j_{n}}=g_{i_{1}i_{2}\dots i_{n}j_{1}j_{2}\dots j_{n}}}
{\displaystyle \qquad \varepsilon _{s_{1}i_{2}\dots i_{n}}\varepsilon _{s_{1}j_{2}\dots j_{n}}=g_{i_{2}\dots i_{n}j_{2}\dots j_{n}}=1!g_{i_{2}\dots i_{n}j_{2}\dots j_{n}}}
{\displaystyle \qquad \varepsilon _{s_{1}s_{2}i_{3}\dots i_{n}}\varepsilon _{s_{1}s_{2}j_{3}\dots j_{n}}=2!g_{i_{3}\dots i_{n}j_{3}\dots j_{n}}}
{\displaystyle \qquad \cdots \cdots \cdots }
{\displaystyle \qquad \varepsilon _{s_{1}s_{2}\dots s_{n-1}i_{n}}\varepsilon _{s_{1}s_{2}\dots s_{n-1}j_{n}}=(n-1)!g_{i_{n}j_{n}}}
{\displaystyle \varepsilon _{s_{1}s_{2}\dots s_{n}}\varepsilon _{s_{1}s_{2}\dots s_{n}}=n!}

### Вираження зовнішнього добутку через тензор метричної матрьошки
Для згортки двох векторів з матрьошкою четвертого рангу маємо
{\displaystyle (30)\qquad g_{ij}^{kl}a_{k}b_{l}={\begin{vmatrix}\delta _{i}^{k}&\delta _{j}^{k}\\\delta _{i}^{l}&\delta _{j}^{l}\end{vmatrix}}a_{k}b_{l}==(\delta _{i}^{k}\delta _{j}^{l}-\delta _{j}^{k}\delta _{i}^{l})a_{k}b_{l}=a_{i}b_{j}-a_{j}b_{i}}
Аналогічно запишемо формулу для добутку трьох векторів:
{\displaystyle (31)\qquad (\mathbf {a} \wedge \mathbf {b} \wedge \mathbf {c} )_{ijk}=g_{ijk}^{pqr}a_{p}b_{q}c_{r}}
Якщо ми маємо два тензора рангів {\displaystyle m_{1}} і {\displaystyle m_{2}} відповідно, то їхній зовнішній добуток записується через згортку цих тензорів з тензором ментричної матрьошки рангу {\displaystyle 2(m_{1}+m+2)}:
{\displaystyle (32)\qquad ({\boldsymbol {\sigma }}\wedge {\boldsymbol {\tau }})_{i_{1}i_{2}\dots i_{m_{1}}j_{1}j_{2}\dots j_{m_{2}}}=g_{i_{1}i_{2}\dots i_{m_{1}}j_{1}j_{2}\dots j_{m_{2}}}^{s_{1}s_{2}\dots s_{m_{1}}p_{1}p_{2}\dots p_{m_{2}}}\sigma _{s_{1}s_{2}\dots s_{m_{1}}}\tau _{p_{1}p_{2}\dots p_{m_{2}}}}